# Them (band)

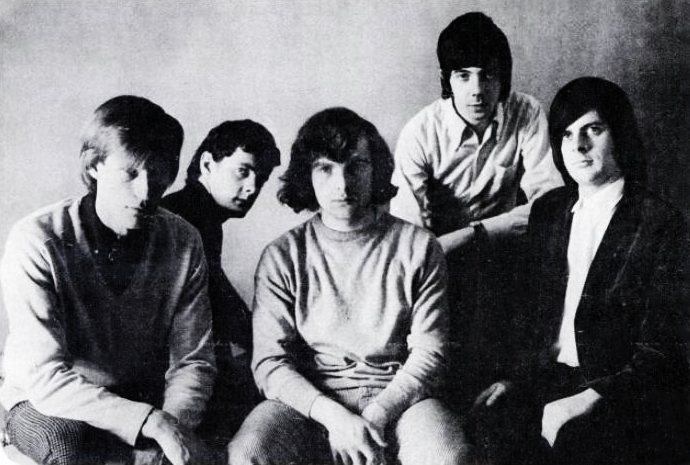
Them in 1965, v.l.n.r. Billy Harrison, Alan Henderson, Van Morrison, Peter Bardens en Pat McAuley.

Them was een Noord-Ierse band afkomstig uit Belfast, die zijn grootste succes kende tussen 1964 en 1966. Het belangrijkste lid van de groep was van 1963-1966 zanger Van Morrison.

## Ontstaan
Them ontstond in 1961/1962, toen gitarist en zanger Billy Harrison in Belfast samen ging spelen met een aantal andere muzikanten, onder wie bassist Raymond Sweetman en drummer Ronnie Millings. Een vaste bezetting ontstond na het toetreden van bassist Alan Henderson en toetsenist Eric Wrixon. De groep noemde zich The Gamblers en kreeg werk in en om de Noord-Ierse hoofdstad. The Gamblers speelden Amerikaanse rock-'n-roll en rhythm and blues. Met het toetreden van zanger en saxofonist Van Morrison nam de populariteit in eigen stad zover toe, dat de vijf de sprong naar Engeland waagden.
Daar werd de naam veranderd in Them, omdat er al een groep The Gamblers bestond, als begeleiders van zanger Billy Fury.
Them kwam onder contract bij Decca. Wrixon had intussen de band verlaten, omdat zijn ouders hun nog minderjarige zoon geen toestemming gaven voor het aangaan van een platencontract. Hij werd vervangen door Pat McAuley (ook wel John genoemd). Nadat ook Millings opstapte, verwisselde McAuley het orgel voor de drums, terwijl zijn broer Jackie McAuley achter de toetsen plaatsnam.

## Successen
Hun eerste single werd uitgebracht in augustus 1964, met op de A-kant Don't start crying now en aan de achterkant One two brown eyes. Het succes bleef uit. Onduidelijk is of op die eerste plaat ook inderdaad alle Themleden te beluisteren zijn. Het inzetten van sessiemuzikanten was in de eerste helft van de jaren zestig een algemeen verschijnsel, òf als toevoeging aan de leden van de band, òf als vervangers. Zelfs the Beatles ontkwamen daar niet aan, drummer Ringo Starr werd tijdens de opnamen voor hun eerste single door een sessie-slagwerker vervangen. Van Morrison houdt het erop dat tijdens de eerste Them-opnamesessies drummers Alan White en Bobby Graham,  toetsenisten Arthur Greenslade en Peter Bardens en gitarist Jimmy Page zijn ingezet, de laatste op ritmegitaar.
De bezetting was in die periode ook niet stabiel. Vooral Jackie McAuley had een knipperlichtrelatie met de band.
De tweede single Baby, Please Don't Go had aanvankelijk ook geen succes en Them vertrok teleurgesteld naar Belfast, om even snel naar Londen terug te komen, toen het nummer een hit bleek. Live kon Them de sound van de plaat in elk geval reproduceren, zoals uit de spaarzame overlevende opnamen blijkt. Het verhaal dat de meeste muzikanten binnen Them hun instrumenten onvoldoende beheersten, wordt daardoor ontkracht.
Het succes van het nummer leidde tot de elpee The Angry Young Them.
Hierop is hun bewerking van Sloop John B te horen (onder de naam Go On Home Baby) en  ook de uiteindelijk grootste hit van de band Gloria te horen. Deze single bereikte in december 1964 de tiende plaats op de hitparade. 
De elpee werd later onder de titel Mystic Eyes opnieuw uitgebracht. De plaat opent met dit nummer, dat geïmproviseerd lijkt rond een lange mondharmonicasolo van Morrison. 
Toen de elpee in het voorjaar van 1965 uitkwam, samen met de single Here comes the night, lag Them bijna uiteen. Ook Billy Harrison verliet de groep. Peter Bardens was intussen als organist toegetreden en mocht op de foto voor de lp-hoes. Hij bleef maar kort en zou later bij de formatie Camel opduiken, terwijl hij ook als sessiemuzikant actief bleef. In zijn plaats trad Ray Elliott toe.
Nadat met gitarist Joe Baldi en drummer Terry Noon nog korte tijd was gewerkt, presenteerden Morrison en Henderson aan het einde van dat jaar hun nieuwe versie van Them, waarin naast dit tweetal Ray Elliott (toetsen, fluit, saxofoon), Jim Armstrong (gitaar) en John Wilson (drums) speelden. In deze bezetting ontstond de elpee Them Again. Morrison zou deze Them-versie de meest consistente noemen, waarbij de muzikanten een positieve invloed op elkaar hadden. Armstrong had naam gemaakt als bluesgitarist in Belfast en multi-instrumentalist Elliott zorgde voor verrassende arrangementen. 
Hierop staat onder meer het nummer I Put a Spell on You waarop duidelijk de invloeden van de uitvoering van Nina Simone te horen zijn. De cover It's All Over Now, Baby Blue (Bob Dylan) zou vooral na het uiteenvallen van de groep de klassiekerstatus krijgen.
In april 1966 werd nog een single opgenomen, Richard Cory. Drummer Wilson was toen alweer vervangen door Dave Harvey (eigenlijke naam David Tufrey), die volgens Morrison echter op de plaat niet meespeelde,  maar in de studio weer vervangen werd door Terry Noon. Van deze Themversie bestaan enkele filmopnamen, waarbij de band aan de oever van de Thames playbackt op Mystic Eyes en Call my name. Later vertrok ook Armstrong, in wiens plaats Eric Bell nog korte tijd deel uitmaakte van de band. Uiteindelijk verliet Van Morrison Them om een solocarrière te beginnen.

## Na Morrison
Them ging verder, waarbij vooral Henderson zich als de spil van de band presenteerde. Nieuwe zanger werd Kenney McDowell die een veel minder typerend stemgeluid had en zich ook als podiumpersoonlijkheid niet met zijn illustere voorganger kon meten. De band probeerde in 1968 mee te liften op het hernieuwde hitsucces van Gloria en bracht de single Walking in the queens garden uit. De Europese fans haakten echter teleurgesteld af. Them vertrok naar de Verenigde Staten, waar de groep wél enig succes had, maar ook moest opboksen tegen concurrenten die zich van dezelfde naam bedienden.
In Noord-Ierland presenteerden Pat en Jackie MacAuley hun 'herboren' Them-versie onder de naam Belfast Gypsies met Ken McLeod op gitaar en Mike Scott op bas. Hendersons Them ging in de VS meer de psychedelische kant op, de Belfast Gypsies bleven het oorspronkelijke Them-geluid trouw. Grote hits hadden de twee groepen niet. Met zanger en gitarist Jim Parker maakte Henderson in 1971 nog het wonderlijke album Them in Reality, waarop de oude hits Gloria en Baby please don't go in een nieuw garagerock-jasje werden gegoten. Het zou de laatste Themversie zijn, waarna het een decennium stil bleef.
In 1979 was er een kortstondige reünie van een aantal oud-Themleden. Billy Harrison, Alan Henderson en Eric Wrixon namen samen met zanger Mel Austin en drummer Billy Bell de LP Shut your mouth op. De meeste nummers waren geschreven door Harrison. De bedoeling was dat de band hierna op tournee zou gaan, maar voor het zover was, haakten Harrison en Wrixon af, zodat Jim Armstrong als gitarist en Brian Scott als toetsenist mee op reis gingen.
Vanaf de jaren tachtig speelden verschillende oud-leden van de groep in wisselende samenstellingen toch weer samen. De naam Them werd weliswaar niet meer gebruikt, maar in Noord-Ierland was dit dé gelegenheid om in elk geval een deel van de legendarische groep op het podium te zien. Onder meer Alan Henderson, Billy Harrison, Jim Armstrong, Eric Wrixon en Joe Baldi deden aan deze Them-reïncarnaties mee.
Morrison hield zich er altijd ver van en wilde zelden aan zijn Themverleden worden herinnerd, al blijft Gloria onderdeel van zijn repertoire. In de korte periode dat hij deel uitmaakte van Them heeft de groep veel voor de ontwikkeling van de popmuziek betekend. Ook latere bands hebben zich door Them laten inspireren. In 2016 verscheen het album Them Complete, drie cd's waarop alle nummers die de groep met Morrison opnam zijn verzameld. In het begeleidende boekje staat een lange bijdrage van Morrison, die veel nieuw licht op de geschiedenis van de band laat schijnen.
Wrixon en (Eric) Bell zouden in 1969 opduiken bij Thin Lizzy. Armstrong speelde in de Belfast Blues Band voor hij zijn eigen Jim Armstrong Band begon en Terry Noon werd producer en werkte onder meer met Honeybus, Shocking Blue, Jonathan King en de George Baker Selection.

## Them in Nederland
Them kreeg in Nederland grote populariteit. Dat was mede te danken aan het tijdschrift Hitweek. Hierin verschenen uitgebreide stukken over de groep, de samenstelling en de muziek. Behalve Here comes the night en Gloria had Them in Nederland geen grote hits, maar de beide albums verkochten behoorlijk. Toen de groep zelf geen nieuw materiaal meer had, werd speciaal voor de binnenlandse markt een elpee samengesteld Them, one more time, die in de budgetserie Favorieten Parade uitkwam. Toen Gloria in 1968 opnieuw de hitlijst besteeg en er wederom vraag naar platen van de groep ontstond, werd een viertal nummers uit de sessies voor Them Again samen met het nummer The Story of Them en een zestal andere songs gebundeld tot de elpee The Story of Them, featuring Van Morrison.
Them heeft nooit in Nederland gespeeld. Pas toen Morrison de band had verlaten, ontstond er vraag naar optredens in Nederland. Morrison arriveerde alleen en liet zich begeleiden door the Blizzards (zonder Cuby). De tournee was georganiseerd door Wim Zomer (tevens manager van de Ro-d-Ys), die wel zo slim was het geheel aan te kondigen als "Them". "Them again" was op dat moment nog zeer populair. Een deel van het optreden dat zij in maart 1967 in de Buitensociëteit in Deventer gaven, werd op de (bootleg)elpee Please no smoke vastgelegd.

## Bandleden
- Van Morrison - solozang, saxofoon en bluesharp
- Kenney McDowell - solozang
- Mel Austin - solozang
- Billy Harrison - gitaar
- Joe Baldi - gitaar
- Jim Armstrong - gitaar
- Jim Parker - solozang en gitaar
- Eric Bell - gitaar
- Jerry Cole - solozang en gitaar
- Alan Henderson - basgitaar
- Eric Wrixon - piano en orgel en later solozang
- Jackie McAuley - piano en orgel (en later solozang)
- Peter Bardens - piano en orgel
- Ray Elliott - piano, orgel, saxofoon, fluit
- Ronnie Millings - drums
- John Wilson - drums
- Pat McAuley - drums, piano en orgel
- Dave Harvey - drums
- Terry Noon - drums
- John Stark - drums
- Billy Bell - drums

## Discografie
Uit de periode met Van Morrison
- Them The angry young them (1965)
- Them Again (1966)
- Them One more time (alleen uitgebracht in Nederland) (1966)
- The Story of Them, featuring Van Morrison (alleen uitgebracht in Nederland) (1968)

Na Morrison
- Now and Them (1968)
- Time Out Time In for Them (1968)
- Them (1970)
- Them in Reality (1971)
- Shut your mouth (1979)

Als Belfast Gypsies
- Belfast Gypsies (1968)

### NPO Radio 2 Top 2000
| Nummers met noteringen in de NPO Radio 2 Top 2000 | '99  | '00 | '01  | '02  | '03  | '04  | '05  | '06  | '07  | '08  | '09  | '10  | '11  | '12  | '13  | '14  | '15  | '16  | '17  | '18  |
| ------------------------------------------------- | ---- | --- | ---- | ---- | ---- | ---- | ---- | ---- | ---- | ---- | ---- | ---- | ---- | ---- | ---- | ---- | ---- | ---- | ---- | ---- |
| Baby, Please Don't Go                             | 1597 | -   | -    | 1773 | 1444 | 1809 | -    | 1943 | -    | -    | -    | -    | -    | -    | -    | -    | -    | -    | -    | -    |
| Gloria                                            | 388  | 260 | 430  | 528  | 390  | 452  | 478  | 466  | 644  | 475  | 688  | 657  | 717  | 924  | 1036 | 1115 | 1289 | 1664 | 1746 | 1853 |
| Here Comes the Night                              | 1254 | -   | 1435 | 1197 | 879  | 1230 | 1219 | 1190 | 1365 | 1201 | 1449 | 1696 | 1747 | -    | -    | -    | -    | -    | -    | -    |
| It's All Over Now, Baby Blue                      | -    | 673 | 797  | 786  | 826  | 856  | 931  | 864  | 1043 | 875  | 1220 | 1228 | 1277 | 1751 | 1799 | 1813 | -    | -    | -    | -    |

1. ↑  Een '-' betekent dat het nummer niet was genoteerd en een vetgedrukt getal geeft de hoogste notering van een nummer aan.
2. ↑  Deze tabel is bijgewerkt tot en met de laatste editie (2024).